# 大地乡 (景宁县)
大地乡，是中华人民共和国浙江省丽水市景宁畲族自治县下辖的一个乡镇级行政单位。

## 行政区划
大地乡下辖以下地区：
大地村、董岭村、郑公垟村、蔡放村、余公岱村、水溪村、张坑村、桃垟村、叶坑下村、驮垟村、柳山头村、粗垟村和净水村。